# Dominique Aplogan
Pour les articles homonymes, voir Aplogan.
Dominique Aplogan, né le 25 avril 1913 à Abomey au Dahomey (actuel Bénin) et mort en 3 novembre 1989 au Bénin, est un médecin et homme politique béninois.

## Biographie
Issu d'une famille de chefs influents, Dominique Aplogan naît le 25 avril 1913 à Abomey, au Dahomey,. Il effectue ses études secondaires à l'École primaire supérieure Victor-Ballot à Porto-Novo ; il est de la promotion 1927. Il intègre ensuite l'École normale William-Ponty au Sénégal, puis rentre à l'École de médecine de l'AOF. Issu de la promotion 1935, il devient « médecin africain »,,.
Engagé lors la Seconde Guerre mondiale, Dominique Aplogan en sort mutilé. De retour au Dahomey pour y exercer son métier, il entre rapidement en politique. Sous l'étiquette de l'Union progressiste dahoméenne, il se présente aux premières élections territoriales de son pays,. Il est élu conseiller général le 5 janvier 1947. Il échoue à se faire réélire aux élections suivantes en 1952 mais devient député en 1959 lors des dernières législatives organisées sous tutelle française avant l'indépendance du Dahomey.
Entre temps, il est le colistier d'Émile Poisson (tête de liste du Bloc populaire africain) aux élections législatives françaises de 1951 mais la paire ne parvient pas à gagner et s'efface devant Sourou Migan Apithy de l'Union française et Hubert Maga du Groupement ethnique du Nord-Dahomey, devenant les deux représentants du Dahomey à la Chambre des députés française.
Malgré son engagement politique, Dominique Aplogan ne cesse pas de pratiquer son activité professionnelle, il est d'ailleurs promu, le 28 mars 1962, médecin-chef de la circonscription médicale de Cotonou. Quelques mois plus tard, Hubert Maga l'appelle à rejoindre son gouvernement, d'abord en tant que secrétaire d'État chargé des Affaires africaines et malgaches, le 16 novembre 1962, puis comme ministre des Postes et Télécommunications, à partir du 11 septembre 1963. Il conserve sa fonction jusqu'au 28 octobre suivant et le coup d'État orchestré par le colonel Christophe Soglo. Ce dernier le nomme, le 30 mars 1967, ministre délégué à la Présidence, chargé de la Défense nationale puis, le 16 mai de la même année, ministre des Transports et des Postes et Télécommunications. Il le demeure jusqu'à la chute de Christophe Soglo, victime à son tour d'un putsch militaire, le 17 décembre 1967. Dominique Aplogan est remplacé par le capitaine Issa Raïmi Lawani.
Dominique Aplogan meurt au Bénin le 3 novembre 1989.

## Distinctions
- Commandeur de l'ordre national du Dahomey (1963)[18].
- Grand officier de l'ordre national du Dahomey (1967)[19].